# Okrouhlá (okres Cheb)
Okrouhlá (Duits: Schreibenreuth) is een gemeente in de Tsjechische regio Karlsbad. De gemeente ligt op 445 meter hoogte.
Naast het dorp Okrouhlá ligt ook het dorp Jesenice in de gemeente. Jesenice ligt direct aan het Jesenicemeer, een stuwmeer in de rivier Odrava. Bijzonder is dat het Jesenicemeer niet op het grondgebied van de gemeente Okrouhlá ligt. De gemeentegrens ligt precies tussen Jesenice en het meer.

Aš · 
Cheb · 
Dolní Žandov · 
Drmoul · 
Františkovy Lázně · 
Hazlov · 
Hranice · 
Krásná · 
Křižovatka · 
Lázně Kynžvart · 
Libá · 
Lipová · 
Luby · 
Mariënbad (Mariánské Lázně) · 
Milhostov · 
Milíkov · 
Mnichov · 
Nebanice · 
Nový Kostel · 
Odrava · 
Okrouhlá · 
Ovesné Kladruby · 
Plesná · 
Podhradí · 
Pomezí nad Ohří · 
Poustka · 
Prameny · 
Skalná · 
Stará Voda · 
Teplá · 
Trstěnice · 
Třebeň · 
Tři Sekery · 
Tuřany · 
Valy · 
Velká Hleďsebe · 
Velký Luh · 
Vlkovice · 
Vojtanov · 
Zádub-Závišín